# Neseis crypta
Neseis crypta är en insektsart som beskrevs av Robert L. Usinger 1942. Neseis crypta ingår i släktet Neseis och familjen fröskinnbaggar. Inga underarter finns listade i Catalogue of Life.